# Amber Newman
Amber Newman (Tipp City, 1978) è un'attrice statunitense.
Ha esordito nel 1995 e da allora ha preso parte principalmente a film erotici, divenendo sul finire degli anni '90 una delle più note protagoniste del genere softcore.
La sua filmografia comprende anche alcuni titoli in cui l'erotismo si mescola all'horror, come in tre pellicole degli anni '90 dirette da Jess Franco: Tender Flesh, Lust for Frankenstein e Mari-Cookie and the Killer Tarantula, nella prima come protagonista assoluta e nelle altre due accanto alla famosa scream queen Michelle Bauer. Nel 2000 ha abbandonato definitivamente il genere softcore optando per quello horror, e dopo una pausa di quattro anni iniziata nel 2005, è tornata a recitare nel 2009 con un ruolo in Dozers.

## Filmografia parziale
- Tender Flesh, regia di Jess Franco (1996)
- Lust for Frankenstein, regia di Jess Franco (1998)
- Mari-Cookie and the Killer Tarantula, regia di Jess Franco (1998)